# Ministère de la Justice (Tchad)
Pour les autres articles nationaux ou selon les autres juridictions, voir Ministère de la Justice.
Le ministère de la Justice, chargé des Droits humains, est l’administration tchadienne chargée de l’action et de la gestion des juridictions et de conduite de la politique d’action publique. Il veille à la cohérence de son application sur le territoire de la République et est responsable des établissements pénitentiaires. Il est dirigé par le garde des Sceaux, ministre de la Justice, membre du gouvernement tchadien.
Depuis le 2 mai 2021, Mahamat Ahmat Alhabo est garde des Sceaux, ministre de la Justice, chargé des Droits humains.

## Organisation
Le ministère de la Justice, chargé des droits humains, est organisé comme suit :
- Inspection générale
- Direction générale
  - Direction des affaires judiciaires
    - Sous-direction des affaires civiles
    - Sous-direction des affaires pénales

  - Direction de l'administration pénitentiaire et de la réinsertion sociale
    - Sous-direction de gestion et de sécurité
    - Sous-direction de réinsertion sociale et de la santé

  - Direction de la législation et de la coopération internationale
    - Sous-direction de la législation
    - Sous-direction de la coopération internationale

  - Direction des droits de l'homme
    - Sous-direction de la promotion et de la protection
    - Sous-direction de l'accès au droit et à la justice

  - Direction des ressources humaines et des équipements
  - Direction de la statistique et de l'informatique judiciaire